# 微距鏡頭

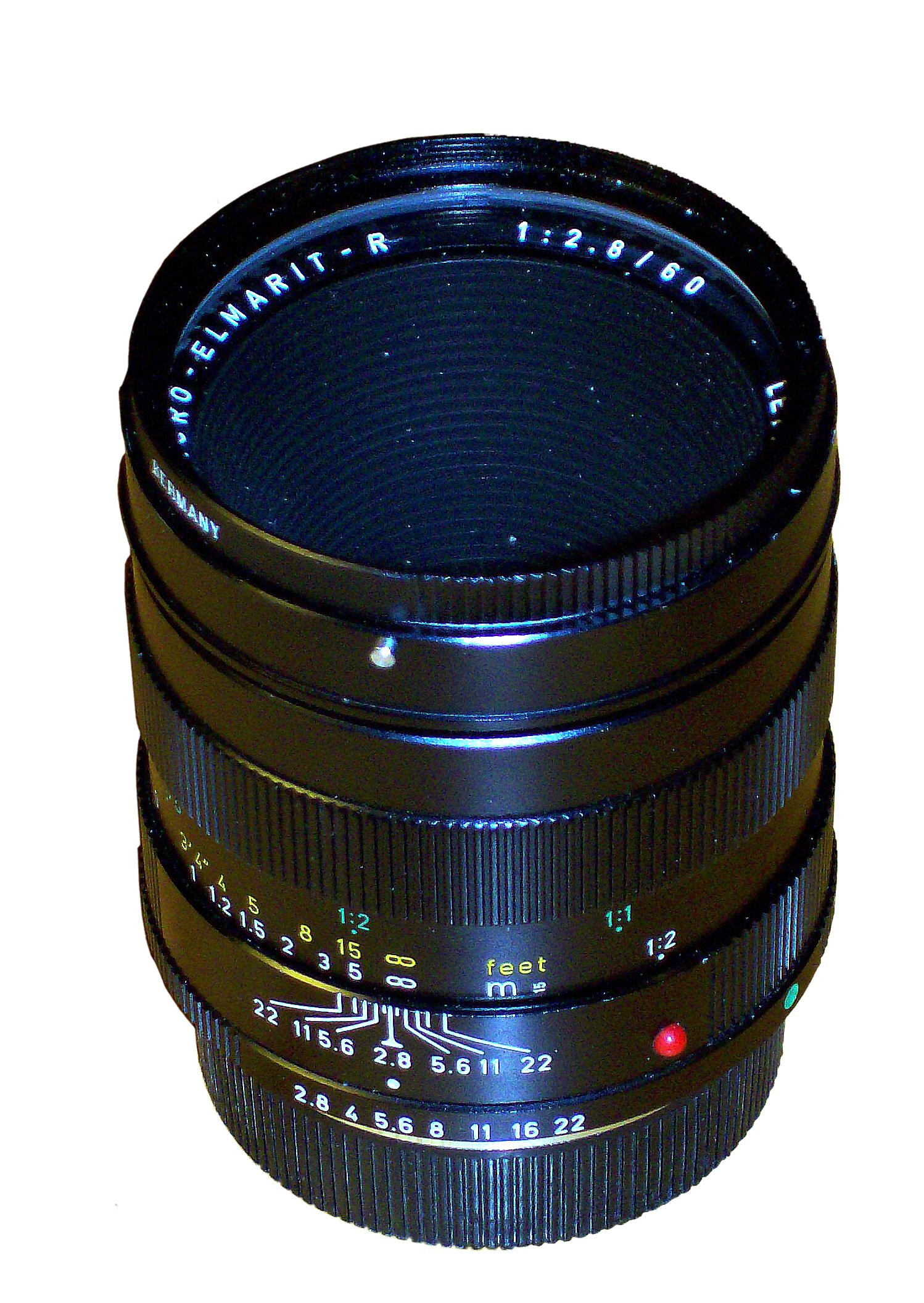
Leica R 60mm/2.8 微距镜头

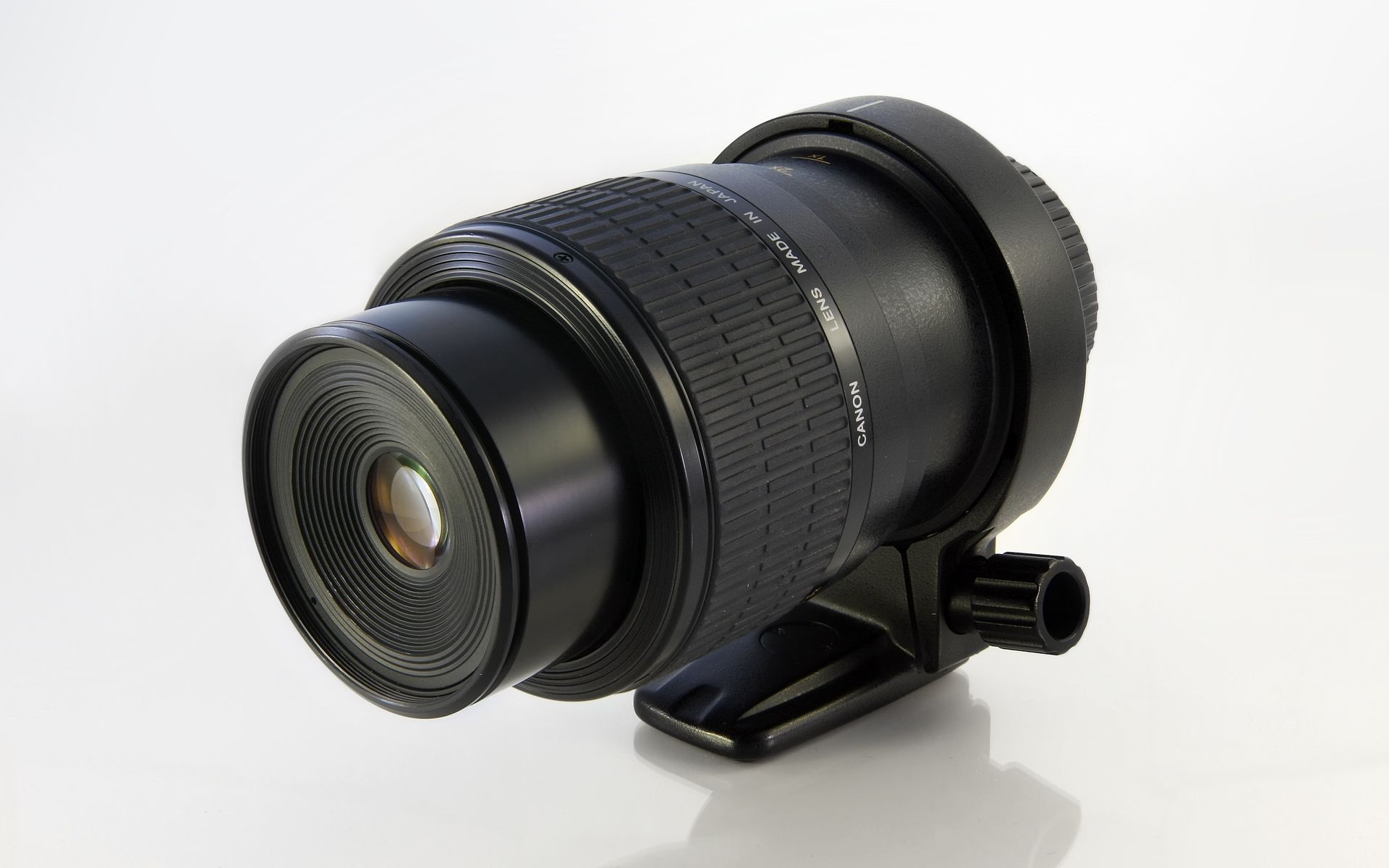
Canon MP-E 65mm 微距鏡頭。

微距鏡頭（英語：macro lens）是一種用作微距攝影的特殊鏡頭，主要用於拍攝十分細微的物體，如花卉及昆蟲等。為了對距離極近的被攝物也能正確對焦，微距鏡頭通常被設計為能夠拉伸得更長，以使光學中心儘可能遠離感光元件，同時在鏡片組的設計上，也必須注重於近距離下的變形與色差等的控制。
大多數微距鏡頭的焦距都大於標準鏡頭，可以被歸類為望遠鏡頭，但是在光學設計上可能是不如一般的望遠鏡頭的，因此並非完全適用於一般的攝影。

## 放大率
放大率是微距鏡頭的基本規格之一，用以表示成像與實物大小的比，當實物大小2公分的物體，在焦平面上形成1公分大小的影像時，這時的放大率就是1:2，或是化約成0.5，通常專用的微距鏡頭都可以達到1:1的放大率。
微距鏡頭通常是定焦鏡頭，因此可以利用改變拍攝者與被攝物之間距離的方式，改變拍攝時的放大率。現在也有一些變焦鏡頭標榜著具有微距能力，這類非專用的鏡頭通常放大率最多是1:2，光學設計也不如專用的微距鏡頭，但是對於需求沒那麼強烈，或是經濟能力不太充足的一般使用者來說，也是一種可行的替代方案。